# Phthinosaurus
Phthinosaurus (лат.) — вымерший род терапсид, обитавших в пермском периоде на территории России. Типовой вид Phthinosaurus borissiaki назван советским палеонтологом Иваном Ефремовым в 1940 году на основе изолированной нижней челюсти. Поскольку у челюсти мало отличительных характеристик, эволюционные взаимосвязи Phthinosaurus изучены плохо. В 1954 году Ефремов назвал семейство Phthinosuchidae, включающее Phthinosaurus и новооткрытого Phthinosuchus, описанного на основе разрушенных фрагментов черепа. Американский палеонтолог Эверетт Олсон поместил обоих терапсид в более объёмный инфраотряд Phthinosuchia в 1961 году. В 1974 году Леонид Татаринов выделил семейство Phthinosauridae, включающее только Phthinosaurus, тогда как Phthinosuchus оставался в семействе Phthinosuchidae.
Phthinosaurus отличается от Phthinosuchus наличием небольшого короноидного отростка рядом с областью крепления нижней челюсти к остальной части черепа. В 1998 году Татаринов классифицировал Phthinosaurus как тероцефала, поскольку для тероцефалов характерен заметный короноидный отросток. В 2008 году российский палеонтолог М. Ф. Ивахненко подметил, что зубные лунки наклонены слегка назад, а не прямо вверх, как у Phthinosuchus, и что нижний край челюсти слегка выпуклый. На основе этих двух признаков животное реклассифицировали как представителя Rhopalodontidae в подотряде диноцефалов.